# Vaiaku Langi Hotel
Il Funafuti Lagoon Hotel, formalmente noto come Vaiaku Langi Hotel o Vaiaku Lagi Hotel è un albergo a Funafuti, l'unico di tutto lo Stato di Tuvalu.

## Storia
Venne costruito nel 1993 con l'assistenza finanziaria del governo di Taiwan.

## Posizione

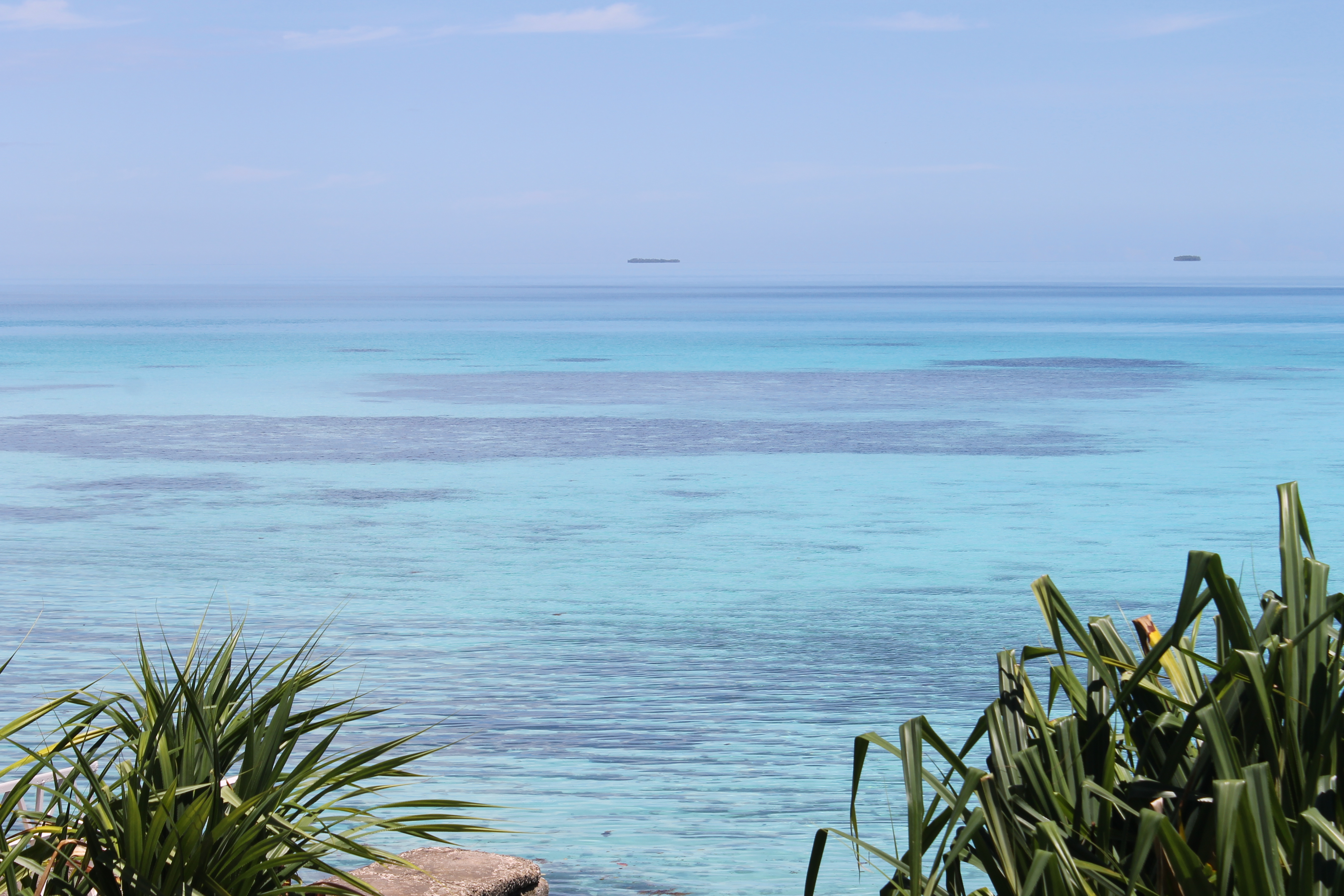
La laguna di Funafuti

Si affaccia sulla laguna di Funafuti, con vista sull'oceano.

## Descrizione
Anche se nell'arcipelago sono presenti dei piccoli lodge, il Vaiaku Langi Hotel rimane comunque l'unico vero hotel, dotato di tutti i comfort.
La struttura è di proprietà del governo ed è stata recentemente rinnovata per servire la crescente industria turistica di Tuvalu.
È composto, oltre che dalle camere del vecchio complesso, da 16  stanze poste nella nuova sezione.